# Gregory’s Girl
Gregory’s Girl ist eine britische Filmkomödie des Regisseurs Bill Forsyth. Der größte Teil der jugendlichen Darsteller waren Mitglieder des Glasgower Jugendtheaters.

## Handlung
Gregory Underwood ist Mittelstürmer in der Fußballmannschaft seiner Highschool. Da die Mannschaft in der Krise steckt, versucht Trainer Menzies ein paar neue Spieler zu finden. Da taucht Dorothy auf, die sich als talentierte Spielerin entpuppt. Trotz seiner Bedenken holt Menzies das Mädchen ins Team. Dorothy verdrängt schon bald Gregory von seinem Stammplatz. Der tut sich als Torhüter hervor und verdrängt seinen Kumpel Andy im Tor. Gregory will mit Dorothy anbandeln, doch das wollen die übrigen Jungen im Team auch. Er weiß sich nicht anders zu helfen, um seinen besten Freund Steve um Rat zu fragen. Doch auch Steve kann ihm nicht helfen.
Gregorys Schwester Madeline gibt ihm den Rat, Dorothy einfach anzusprechen. Er fasst Mut und bittet Dorothy um eine Verabredung, was diese auch akzeptiert. Doch bei der Verabredung taucht anstelle von Dorothy deren Freundin Carol auf. Carol erzählt Gregory, dass Dorothy nicht kommen könne. Zwar ist Gregory enttäuscht, doch lädt er Carol zu einem Imbiss ein. In der Imbißstube angekommen treffen beide auf Carols andere Freundin Margo. Carol verlässt die beiden, der verwirrte Gregory nimmt Margo mit zu einem Spaziergang. Hier treffen sie auf eine weitere Freundin, Susan. Margo verschwindet und Susan erklärt Gregory, dass alles von den Freundinnen so geplant war.
Gregory ist von Susan angetan. Sie küssen sich und verabreden sich zu einem weiteren Date. Andy und Charlie, zwei von Gregorys Freunden, haben bei Mädchen kein Glück. Nun sehen sie, dass Gregory gleich mit drei Mädchen ausgegangen ist. In ihrem Neid planen sie nach Caracas auszuwandern, wo es mehr Frauen als Männer geben soll. Doch auch bei diesem Plan haben sie kein Glück und scheitern.

## Hintergrund
Die Uraufführung fand am 29. November 1980 beim London Film Festival statt. Der eigentliche Kinostart fand dann am 23. April 1981 statt. In Deutschland war der Film erstmals am 30. November 1984 zu sehen. Gedreht wurde im schottischen Cumbernauld und in Glasgow. Für den Film musste Dee Hepburn Fußball trainieren. Ihre Trainingseinheiten fanden bei dem Glasgower Fußballclub Partick Thistle statt. Die Imbißstube, in die Gregory und Carol gehen, heißt Capaldi's. Eigentümer ist ein Familienmitglied des schottischen Schauspielers Peter Capaldi.
Im Vereinigten Königreich und auch in den USA war die Low-Budget-Komödie ein Hit. Kinos in London führten den Film 75 Wochen lang vor. Für die Auswertung in den USA wurde extra eine Neusynchronisierung durchgeführt um den schweren schottischen Akzent verständlich zu machen. Szenen des Films wurden im Rahmen der Eröffnungsfeier der Olympischen Sommerspiele 2012 in London gezeigt.
1999 drehte Bill Forsyth mit Gregory’s Two Girls eine Fortsetzung. John Gordon Sinclair war wieder in der Rolle des Gregory dabei.

## Rezeption

### Kritiken
Das Lexikon des Internationalen Films bezeichnet das Werk als „amüsante, streckenweise wundervoll versponnene Komödie über die Schwierigkeiten des Erwachsenwerdens – mit liebevollen Milieuschilderungen, charmanten Darstellern, einem aufmerksamen Blick für die Absurditäten des Alltags und mit einem menschenfreundlichen Humor, den man in anderen Teenager-Filmen vergebens sucht“.
Für den US-amerikanischen Filmkritiker Roger Ebert war Gregory’s Girl ein „charmanter, unschuldiger, sehr lustiger kleiner Film“. Ian Schultz von Cinehouse sieht ein perfektes Beispiel der Filmkunst in der Thatcher-Ära. Für ihn ist er ein mitfühlender Film über junge Leute und deren Probleme.
Andy Webb von MovieScene hebt den überraschenden Charme hervor, der von der schottischen Umgebung und den jungen schottischen Darstellern ausgehe. Für ihn ist es der beste britische Film, der sich mit dem Thema junge Liebe auseinandersetzt. Selbst nach über 30 Jahren sei er immer noch scharf, amüsant und real.
Auch Gary Penton von der Movie Gazette zeigte sich begeistert. Der Film mache einen Star aus dem schlaksigen John Gordon Sinclair und bringe Bill Forsyth auf das Radar als einen der besten gegenwärtigen Regisseure Großbritanniens. Das Drehbuch ist für ihn das durchweg unterhaltsamste, das man finden könne.

### Auszeichnungen
1982 gewann Bill Forsyth den BAFTA-Award in der Kategorie Bestes Drehbuch. Weitere Nominierungen erhielt er in den Kategorien Beste Regie und Bester Film. John Gordon Sinclair wurde in der Kategorie Bester Nachwuchsdarsteller nominiert.
Für seine Arbeiten an Greg und That Sinking Feeling wurde Billy Forsyth mit dem Spezialpreis des London Critics’ Circle Film Award ausgezeichnet.